# 컬빈더 기어
컬빈더 기어(Kulvinder Ghir, 1965년 8월 10일 ~ )는 영국의 배우, 텔레비전 배우이다.
나이로비에서 태어났다.

## 영화
- 블라인디드 바이 더 라이트 (2019년) - 말릭 (아버지) 역
- 레벨 업 (2016년)
- 해크니스 파이니스트 (2014년)
- 자두 (2013년)
- 31 노스 62 이스트 (2009년)
- 엽기 캠퍼스 2 - 타즈의 부활 (2006년)
- 마거리 앤 글래디스 (2003년)
- 슈팅 라이크 베컴 (2002년)
- 홀비시티 시즌1 (1999년)
- 브라더스 인 트러블 (1995년)
- 육체와 영혼 (1993년)
- 캐주얼티 (1986년)
- 리타, 슈 앤 밥 투! (1986년)